# Strasbourg villamosvonal-hálózata
A CTS által üzemeltetett strasbourgi villamoshálózat (franciául: Tramway de Strasbourg, németül: Straßenbahn Straßburg, elzásziul: D'Strossabàhn Strossburi(g)) hat villamosvonalból áll (A, B, C, D, E és F), amelyek a franciaországi Elzászban található Strasbourg és a németországi Baden-Württembergben található Kehl városokban közlekednek. Ez egyike azon kevés villamoshálózatnak, amely nemzetközi határt keresztez, a bázeli, |genfi és saarbrückeni villamosokkal együtt. Strasbourg első villamosvonala, amely eredetileg lóvontatású volt, 1878-ban nyílt meg. 1894 után, amikor bevezették az elektromos villamosrendszert, kiterjedt villamoshálózat épült ki, több hosszabb távú vonallal a Rajna mindkét oldalán.
A rendszer használata az 1930-as évektől kezdve visszaesett, és 1960-ban, sok más villamoshálózathoz hasonlóan, megszűnt. A város tömegközlekedési igényeinek stratégiai átgondolása azonban a rendszer újjáépítéséhez vezetett, amelynek sikere más nagy francia városokat, például Montpellier-t és Nizzát is arra ösztönzött, hogy újra megnyissák villamoshálózatukat. Az A és D vonalak 1994-ben, a B és C vonalak 2000-ben, az E vonal 2007-ben, az F vonal pedig 2010-ben nyílt meg. Ez a villamosvasút 1990-es évekbeli újjászületésének figyelemre méltó példájának számít. A strasbourgi kísérlet, valamint a nantes-i sikerek 1985 óta több más francia városban is villamosvonalak építéséhez vezettek, és a villamoshálózat bővítése Strasbourgban és egész Franciaországban továbbra is folyamatban van. 2017 óta a villamoshálózat eléri Kehlt is a Rajna jobb partján, Németországban. Bár a korábbi villamoshálózat is tartalmazott időnként ilyen Rajna-átkelő vonalat, ez a Rajna-szakasz 1871-től az első világháború végéig, valamint a második világháború alatt, amikor Elzász (Strasbourg-gal együtt) Németországhoz került, nem képezte a francia–német határt.

## Képek

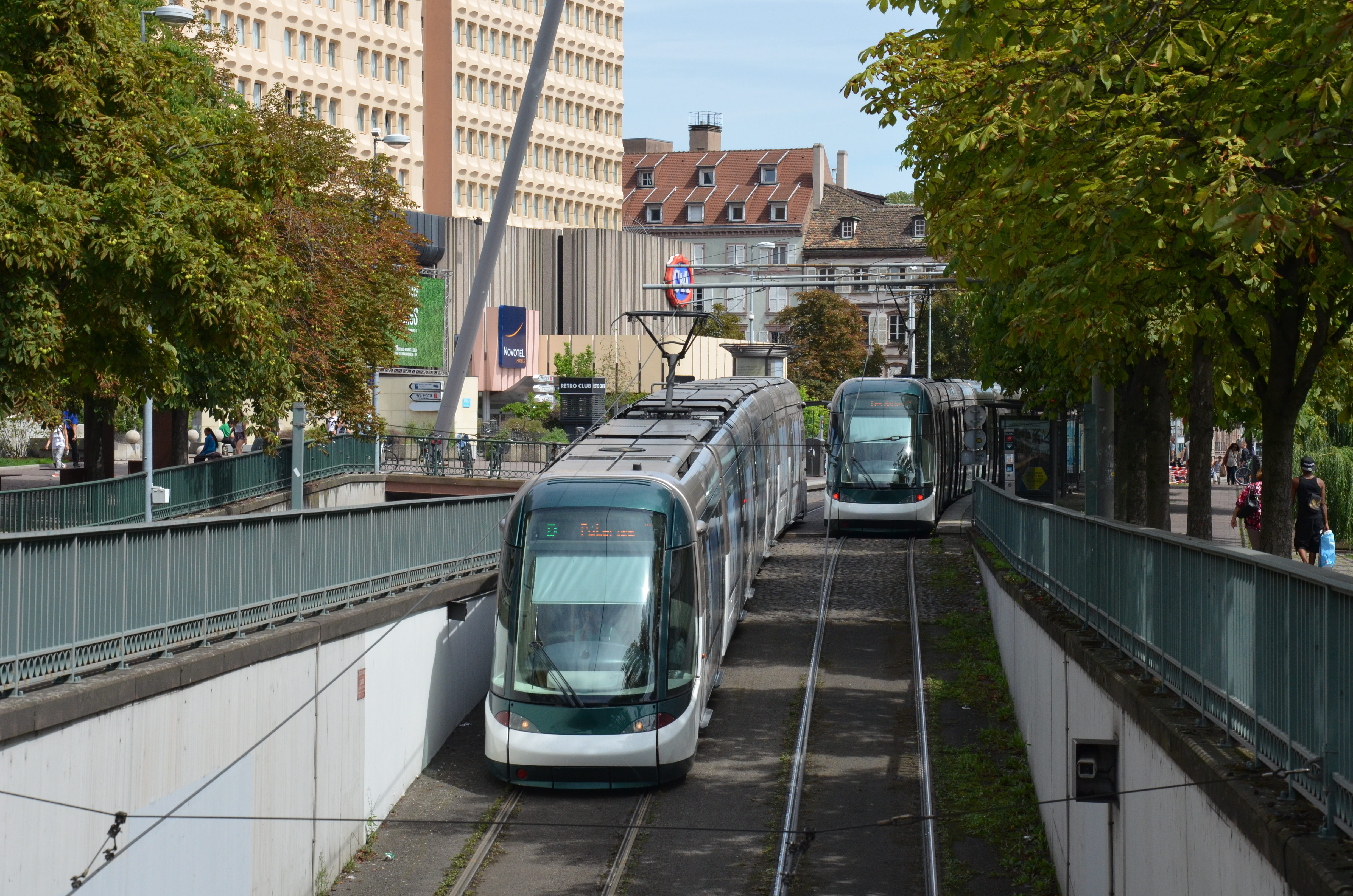
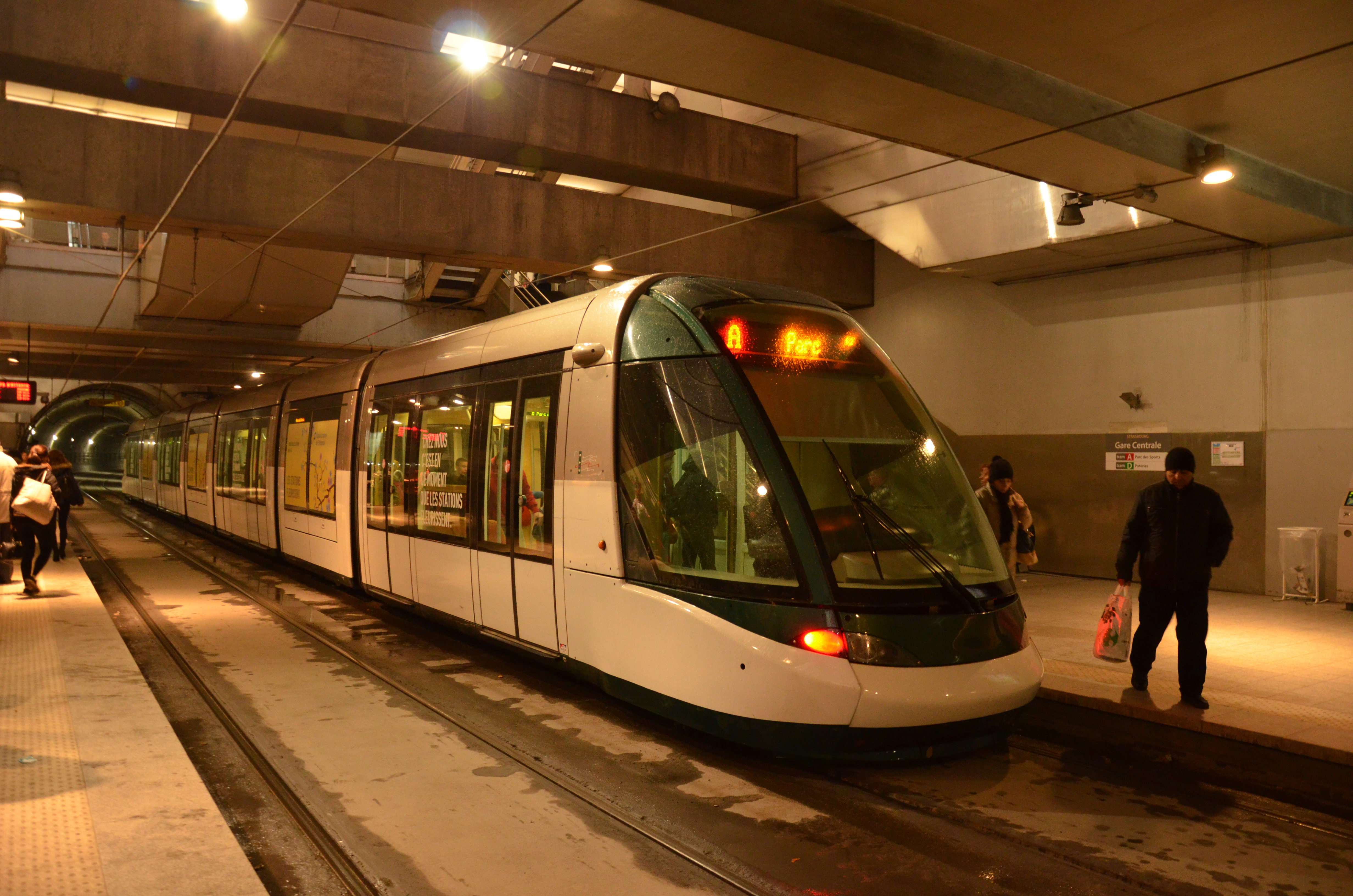
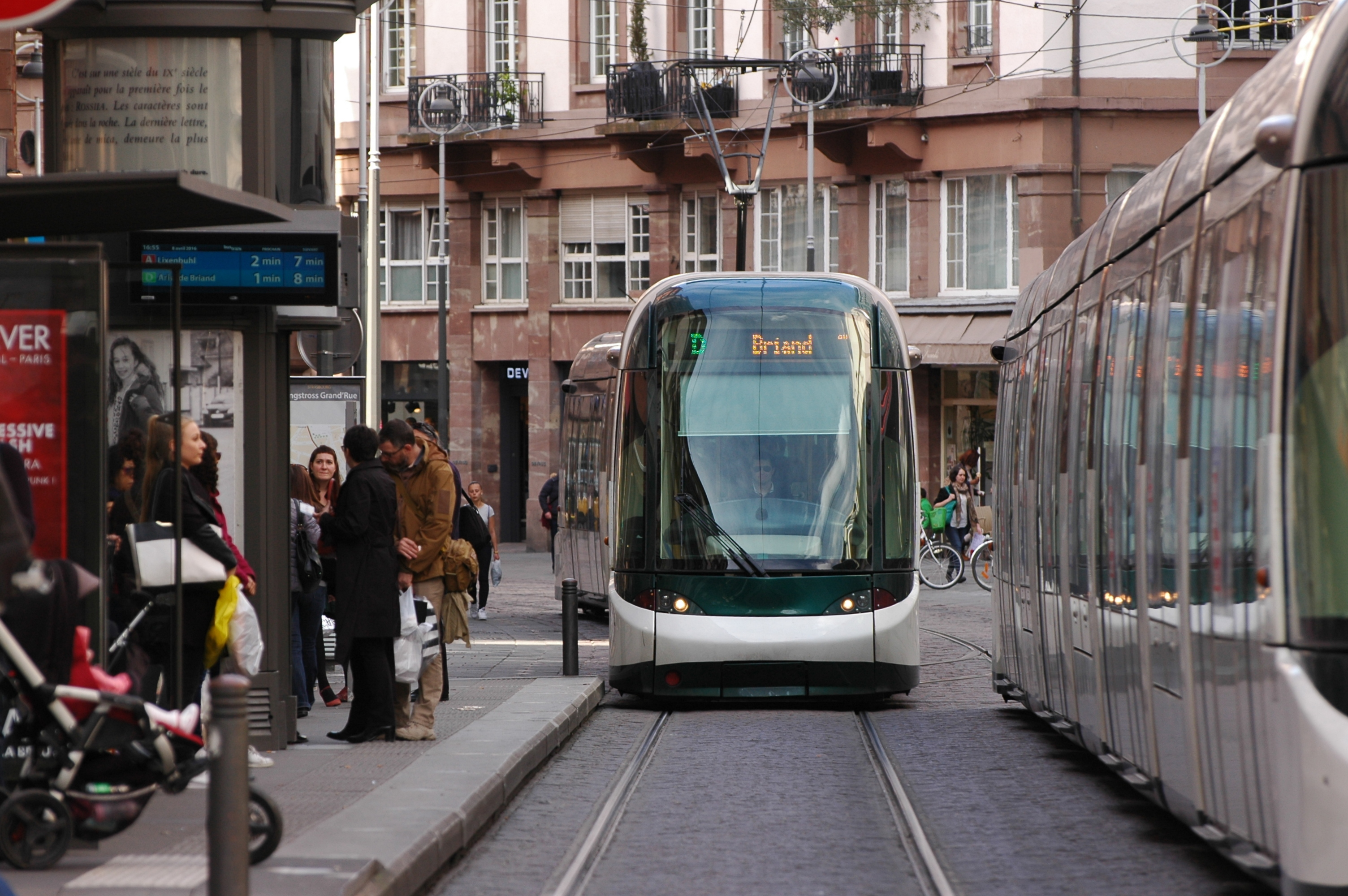
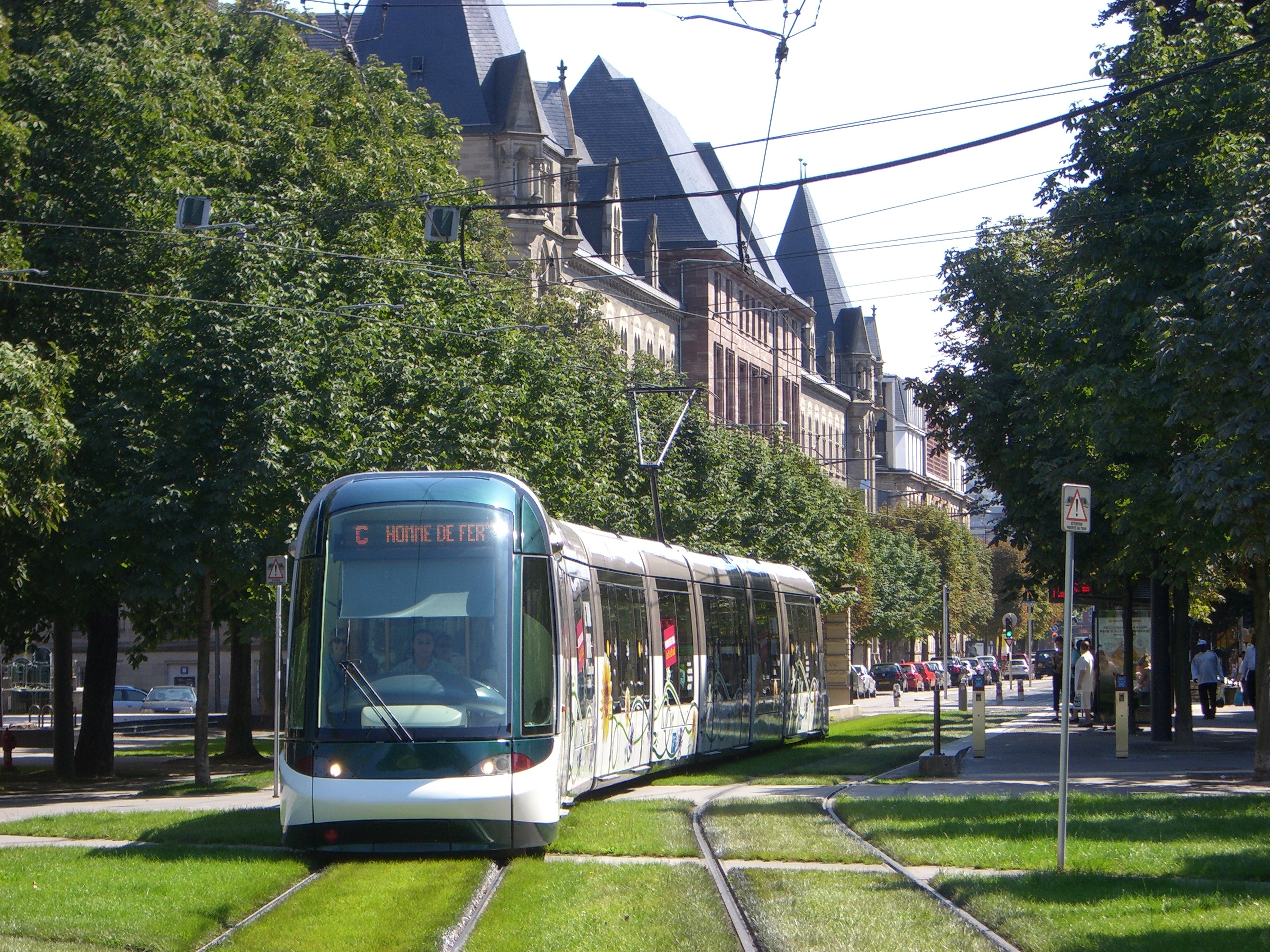
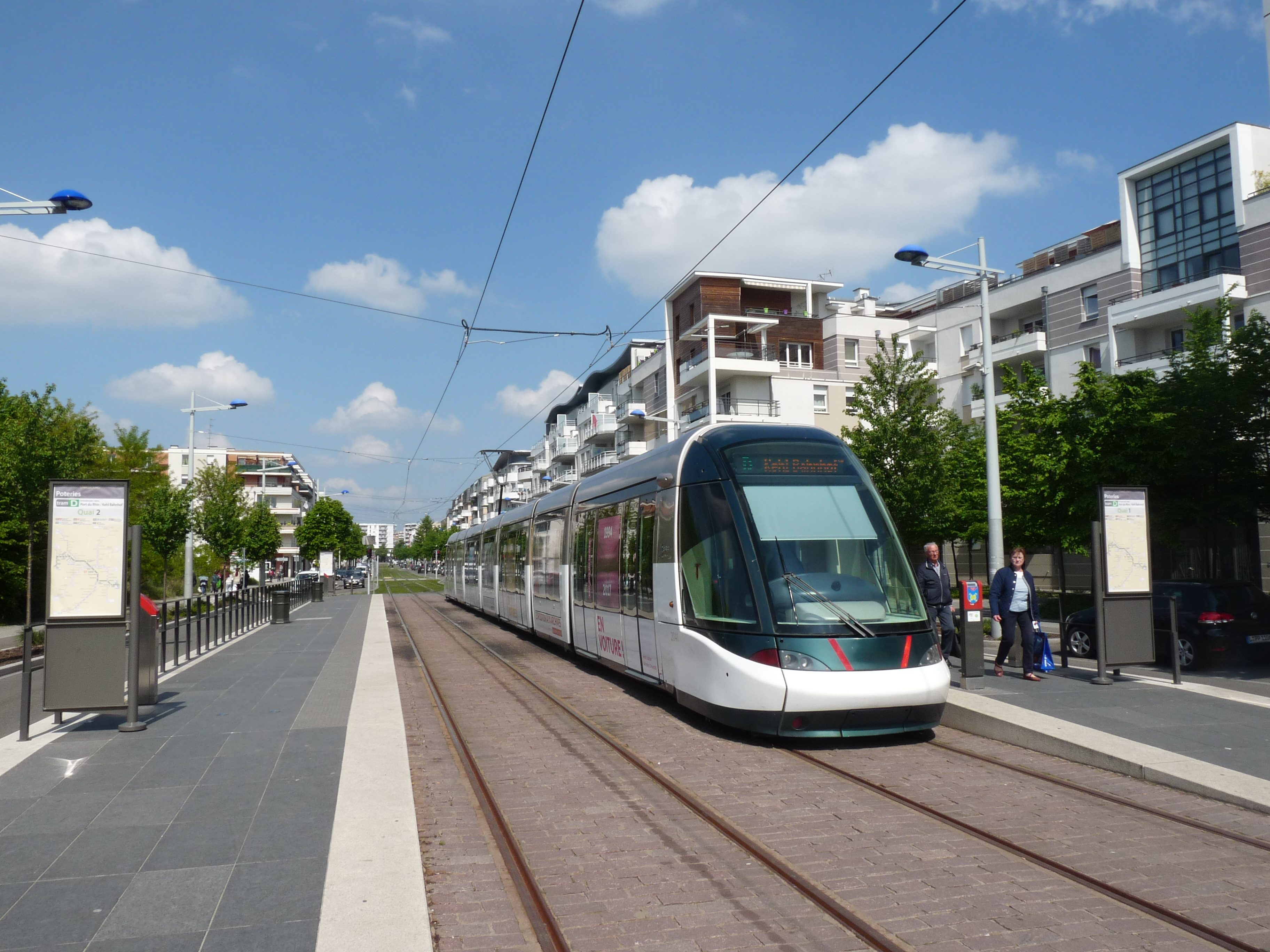
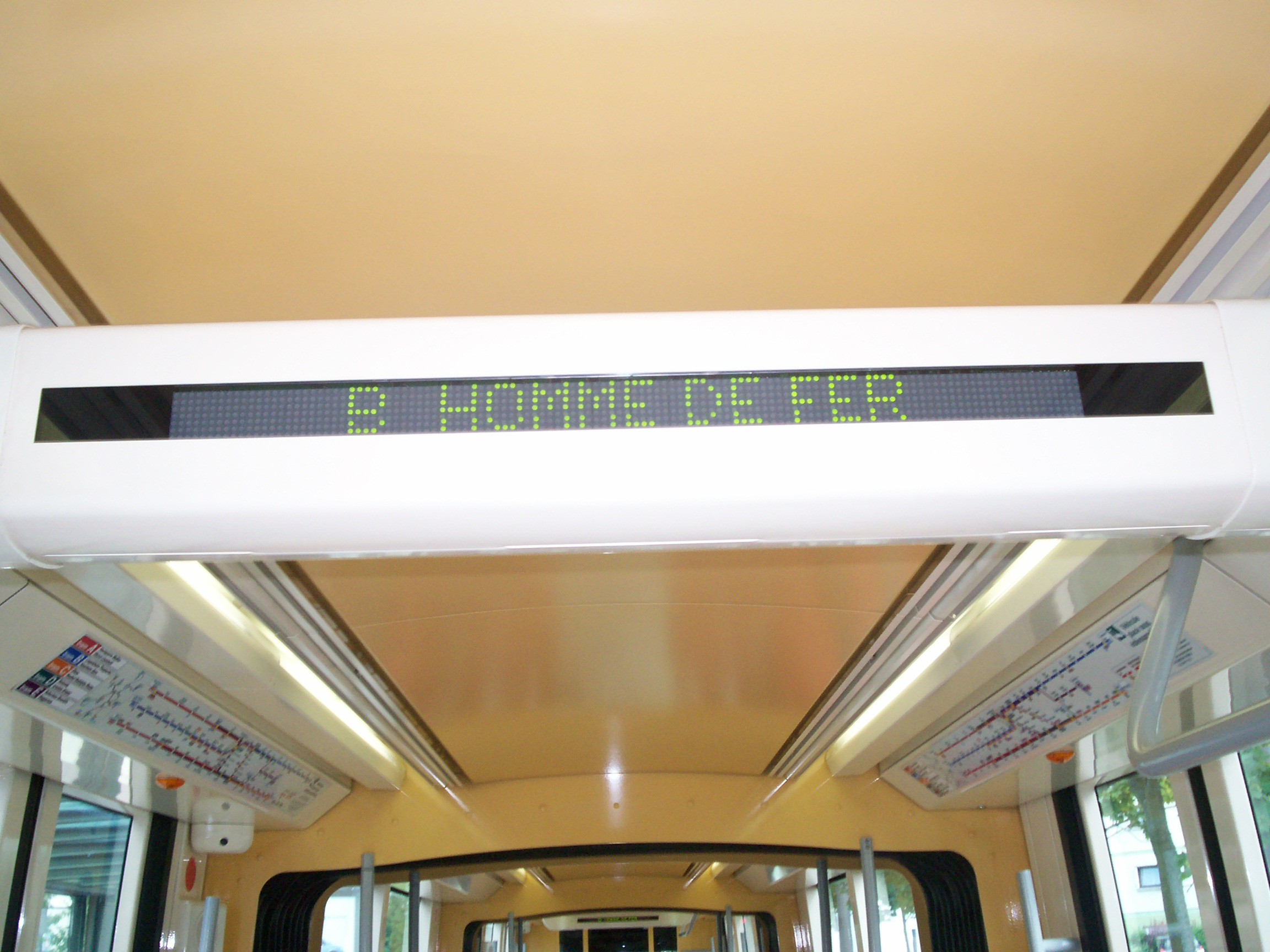

## Vonalak
| A | Parc des Sport – Le Galet – Cervantès – Dante – Hôpital de Hautepierre – Ducs d'Alsace – Saint-Florent – Rotonde – Gare Centrale (föld alatt) – Ancienne Synagogue Les Halles – Homme de Fer – Langstross Grand Rue – Porte de l'Hôpital – Etoile Bourse – Etoile Polygone – Schluthfeld – Krimmeri Stade de la Meinau – Émile Mathis – Hohwart – Baggersee – Colonne – Leclerc – Campus d'Illkirch – Illkirch Lixenbuhl                                             | 13,5 km |
| B | Lingolsheim Tiergaertel – Lingolsheim Alouettes – Borie – Ostwald Hôtel de Ville – Wihrel – Elmerforst – Martin Schongauer – Elsau – Montagne Verte – Laiterie – Musée d'Art Moderne – Faubourg National – Alt Winmärik (Vieux Marché aux Vins) – Homme de Fer – Place Broglie – République – Parc du Contades – Lycée Kléber – Wacken – Rives de l'Aar – Futura Glacière – Le Marais – Pont Phario – Lycée Marc Bloch – Le Ried – Général de Gaulle – Hoenheim Gare | 14,7 km |
| C | Gare Centrale – Faubourg de Saverne – Homme de Fer – Place Broglie – République – Gallia – Universités – Observatoire – Esplanade – Winston Churchill – Landsberg – Jean Jaurès – Lycée Jean Monnet – Gravière – Kibitzenau – Saint Christophe – Neuhof Rodolphe Reuss | 8,1 km  |
| D | Poteries – Marcel Rudloff – Paul Eluard – Dante – Hôpital de Hautepierre – Ducs d'Alsace – Saint-Florent – Rotonde – Gare Centrale (souterrain) – Ancienne Synagogue Les Halles – Homme de Fer – Langstross Grand Rue – Porte de l'Hôpital – Etoile Bourse – Etoile Polygone – Landsberg – Jean Jaurès – Aristide Briand – Citadelle – Starcoop – Port du Rhin – Kehl Bahnhof – Kehl Rathaus (Németország)                                                           | 8,7 km  |
| E | Baggersee – Hohwart – Lycée Couffignal – Krimmeri Meinau – Schluthfeld – Etoile Polygone – Landsberg – Winston Churchill – Esplanade – Observatoire – Université – Gallia – République – Parc du Contades – Lycée Kléber – Wacken – Parlement Européen – Droits de L'Homme – Robertsau Boecklin | 10,6 km |
| F | Elsau – Montagne Verte – Laiterie – Musée d'Art Moderne – Faubourg National – Alt Winmärik (Vieux Marché aux Vins) – Homme de Fer – Place Broglie – République – Gallia – Universités – Observatoire – Place d'Islande | 5,62 km |